# 18-та окрема бригада армійської авіації (Україна)
18-та окрема бригада армійської авіації імені Ігоря Сікорського (18 ОБрАА, в/ч А3384) — бригада армійської авіації України. Базується в м. Полтава. Підпорядковується безпосередньо командуванню Сухопутних військ.

## Історія
18-ту окрему бригаду армійської авіації заснували в лютому 2015 року. Насправді ж днем народження частини вважають 1 жовтня, коли з'явився перший гелікоптер Мі-8МСБ-В. Частина сформована на базі 215-ї авіаційної комендатури (в/ч А2673) Повітряних сил України, яка була запасним аеродромом для винищувачів 831-ї Миргородської бригади. Бригада стала четвертим подібним підрозділом армійської авіації у складі Сухопутних військ України.
26 березня 2017 року неподалік Краматорська розбився гелікоптер Мі-2 зі складу бригади. На його борту було троє членів екіпажу та двоє пасажирів. Загинули троє членів екіпажу, — підполковник Євгеній Волошин, капітан Дмитро Мовчан і старший лейтенант Роман Кандул, та два пасажири — офіцери Озброєння Збройних сил України полковники Валерій Мельник і Віктор Калитич.
5 грудня 2020 бригаді, «з метою відновлення історичних традицій національного війська щодо назв військових частин, ураховуючи зразкове виконання покладених завдань, високі показники в бойовій підготовці» присвоєно почесне найменування «імені Ігоря Сікорського».
29 серпня 2023 року у Краматорському районі Донецької області відбулося падіння військових гелікоптерів Мі-8 18-ї ОБрАА, загинули 6 пілотів.

## Озброєння
На 2016 рік укомплектована 6 гелікоптерами (Мі-24ВП, Мі-24П, Мі-8МТ, Мі-8МСБ-В), два Мі-2 та очікує на іншу техніку.
На гелікоптерах встановлені сучасні засоби захисту від ПЗРК — станція оптико-електронного захисту АДРОС КТ-01АВ, засоби відстрілу теплових пасток та спеціальні «розсіюючі екрани» на двигунах у Мі-24, які зменшують теплову помітність бортів.
Також на Мі-24 підвішені керовані протитанкові ракети «Штурм-В», які застосовувалися в зоні АТО для знищення бронетехніки ворога.
20 березня 2019 року на військовому аеродромі у місті Старокостянтинів бригада отримала новий гелікоптер Мі-2МСБ.

## Символіка
На нарукавному знаку бригади в зеленому полі покладено в зірку три срібні стріли вістрями додолу, на яких розташовано блакитний щит із золотим лицарським хрестом. Ужиті в емблемі фігури були традиційними для козацької геральдики XVII—XVIII ст., в тому числі й для міст і територіально-адміністративних одиниць Полтавського полку. Над нарукавним знаком вміщено зелену стрічку з гаслом «ВОЛЯ І ВІРА».

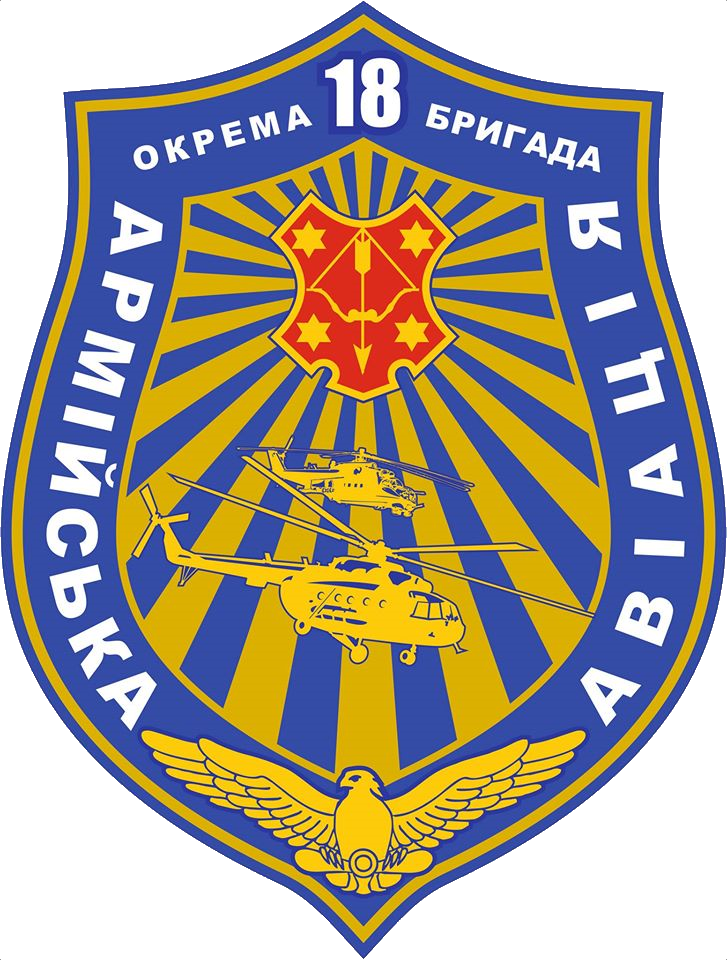
Колишня нарукавна емблема підрозділу
Сучасна нарукавна емблема

## Командування
- полковник Пожидаєв Сергій Миколайович
- полковник Панасюк Віталій Валентинович

## Втрати
26 березня 2017
- 26 березня 2017 року підполковник Волошин Євгеній Петрович — командир екіпажу;
- 26 березня 2017 року капітан Мовчан Дмитро Васильович — 2-й пілот;
- 26 березня 2017 року старший лейтенант Кандул Роман Григорович — борттехнік;

6 березня 2023
у ході російського вторгнення в Україну 6 березня 2022 року в районі м. Миколаєва збито два гелікоптери, екіпажі яких загинули:
- капітан Владислав Горбань — командир;
- майор Костянтин Зебницький — штурман-льотчик;
- майор Ігор Туревич — старший бортовий інженер-інструктор;
- капітан Олександр Чуйко — командир;
- капітан Сергій Бондаренко — штурман-льотчик;
- капітан Ігор Пазич — старший бортовий технік.[джерело?]

29 серпня 2023
- у Краматорському районі Донецької області відбулося падіння військових гелікоптерів Мі-8 18-ї ОБрАА, загинули 6 пілотів, усі офіцери; імена та обставини загибелі не розголошують у цілях безпеки[6][7].